# Julian Baas
Julian Baas, né le 16 avril 2002 à Dordrecht aux Pays-Bas, est un footballeur néerlandais qui évolue au poste de milieu central à l'Eintracht Brunswick en prêt du Sparta Rotterdam.

## Biographie

### En club
Né à Dordrecht aux Pays-Bas, Julian Baas est formé par deux clubs de sa ville natale, le SV Oranje Wit (en) et le FC Dordrecht, avant de poursuivre sa formation au Excelsior Rotterdam.
Il joue son premier match en professionnel le 29 août 2020, lors d'une rencontre de championnat contre le Jong PSV (en). Il entre en jeu, et se fait remarquer en délivrant une passe décisive pour Elías Már Ómarsson, participant à la victoire de son équipe, qui s'impose sur le score de six buts à un.
Le 2 octobre 2020, Baas signe son premier contrat professionnel avec l'Excelsior, d'une durée de trois ans, avec une année supplémentaire en option. Le 16 octobre 2020, Baas inscrit son premier but en professionnel lors d'une rencontre de championnat face au MVV Maastricht. Titulaire, il ouvre le score sur un coup franc direct et participe ainsi à la victoire de son équipe (2-0 score final),.
Il participe à la montée du club en première division à l'issue de la saison 2021-2022, l'Excelsior sortant vainqueur du barrage de promotion face à l'ADO La Haye le 29 mai 2022.
Baas joue son premier match en Eredivisie, l'élite du football néerlandais, le 6 août 2022, à l'occasion de la première journée de la saison 2022-2023 face au SC Cambuur. Il est titularisé et marque également son premier but en première division, contribuant à la victoire des siens (0-2 score final).
Le 25 juin 2024, Julian Baas rejoint un autre club de Rotterdam, le Sparta Rotterdam. Il signe un contrat de trois ans, soit jusqu'en juin 2027.

### En sélection
En octobre 2023, Julian Baas est convoqué pour la première fois avec l'équipe des Pays-Bas espoirs par le sélectionneur Michael Reiziger.